# Esqui estilo livre nos Jogos Olímpicos de Inverno de 2022 - Big air masculino
A competição do big air masculino do esqui estilo livre nos Jogos Olímpicos de Inverno de 2022 ocorreu entre os dias 7 e 9 de fevereiro no Big Air Shougang, em Pequim.

## Medalhistas
| Ouro   | NOR Birk Ruud       |
| Prata  | USA Colby Stevenson |
| Bronze | SWE Henrik Harlaut  |

## Programação
Horário local (UTC+8).
| Data           | Horário | Evento       |
| -------------- | ------- | ------------ |
| 7 de fevereiro | 13:00   | Qualificação |
| 9 de fevereiro | 11:00   | Finais       |

## Resultados

### Qualificação
| Pos. | Bib | Ordem | Atleta             | País               | Corrida 1 | Corrida 2 | Corrida 3 | Total  | Notas |
| ---- | --- | ----- | ------------------ | ------------------ | --------- | --------- | --------- | ------ | ----- |
| 1    | 5   | 4     | Birk Ruud          | NOR Noruega        | 94.50     | 50.50     | 93.25     | 187.75 | Q     |
| 2    | 3   | 1     | Alex Hall          | USA Estados Unidos | 87.00     | 90.75     | 89.50     | 180.25 | Q     |
| 3    | 8   | 7     | Oliwer Magnusson   | SWE Suécia         | 88.00     | 89.25     | 84.00     | 177.25 | Q     |
| 4    | 19  | 17    | Henrik Harlaut     | SWE Suécia         | 93.00     | 83.50     | 42.00     | 176.50 | Q     |
| 5    | 4   | 2     | Colby Stevenson    | USA Estados Unidos | 83.75     | 90.50     | 56.00     | 174.25 | Q     |
| 6    | 17  | 29    | Christian Nummedal | NOR Noruega        | 92.25     | 77.25     | 79.25     | 171.50 | Q     |
| 7    | 24  | 22    | Tormod Frostad     | NOR Noruega        | 90.00     | 81.25     | 42.00     | 171.25 | Q     |
| 8    | 6   | 25    | Mac Forehand       | USA Estados Unidos | 77.75     | 92.00     | 79.00     | 171.00 | Q     |
| 9    | 25  | 26    | Javier Lliso       | ESP Espanha        | 90.25     | 80.50     | 79.50     | 170.75 | Q     |
| 10   | 30  | 16    | Leonardo Donaggio  | ITA Itália         | 90.25     | 70.25     | 80.25     | 170.50 | Q     |
| 11   | 20  | 30    | Evan McEachran     | CAN Canadá         | 81.75     | 88.50     | 39.75     | 170.25 | Q     |
| 12   | 13  | 24    | Jesper Tjäder      | SWE Suécia         | 34.75     | 91.75     | 78.25     | 170.00 | Q     |
| 13   | 15  | 21    | Édouard Therriault | CAN Canadá         | 83.50     | 42.00     | 84.50     | 168.00 |       |
| 14   | 2   | 3     | Andri Ragettli     | SUI Suíça          | 89.75     | 78.00     | 20.75     | 167.75 |       |
| 15   | 7   | 14    | Antoine Adelisse   | FRA França         | 79.50     | 66.00     | 83.75     | 163.25 |       |
| 16   | 23  | 12    | Ben Barclay        | NZL Nova Zelândia  | 81.00     | 78.25     | 84.50     | 162.75 |       |
| 17   | 9   | 18    | Fabian Bösch       | SUI Suíça          | 81.00     | 80.75     | 22.50     | 161.75 |       |
| 18   | 21  | 10    | Finn Bilous        | NZL Nova Zelândia  | 73.75     | 68.75     | 82.00     | 155.75 |       |
| 19   | 12  | 31    | Ferdinand Dahl     | NOR Noruega        | 12.00     | 72.50     | 77.50     | 150.00 |       |
| 20   | 18  | 13    | Max Moffatt        | CAN Canadá         | 83.00     | 64.00     | 61.00     | 147.00 |       |
| 21   | 29  | 19    | Daniel Bacher      | AUT Áustria        | 75.00     | 56.75     | 69.00     | 144.00 |       |
| 22   | 14  | 15    | Nick Goepper       | USA Estados Unidos | 78.25     | 49.50     | 21.75     | 127.75 |       |
| 23   | 11  | 9     | Kim Gubser         | SUI Suíça          | 15.25     | 79.75     | 41.50     | 121.25 |       |
| 24   | 27  | 6     | Hugo Burvall       | SWE Suécia         | 47.25     | 55.25     | 46.00     | 101.25 |       |
| 25   | 26  | 8     | Colin Wili         | SUI Suíça          | 77.50     | 18.75     | 20.75     | 98.25  |       |
| 26   | 1   | 5     | Matěj Švancer      | AUT Áustria        | 61.75     | 27.75     | 25.50     | 89.50  |       |
| 27   | 31  | 20    | He Jinbo           | CHN China          | 45.25     | 36.75     | 49.00     | 85.75  |       |
| 28   | 22  | 28    | Thibault Magnin    | ESP Espanha        | 41.25     | 21.75     | 38.50     | 79.75  |       |
| 29   | 28  | 11    | Simo Peltola       | FIN Finlândia      | 49.75     | 41.75     | 72.00     | 72.00  |       |
| 30   | 16  | 27    | James Woods        | GBR Grã-Bretanha   | 27.50     | 26.50     | 32.25     | 59.75  |       |
| 31   | 10  | 23    | Teal Harle         | CAN Canadá         | 26.50     | 24.25     | 20.25     | 46.75  |       |

### Final
| Pos.              | Bib | Ordem | Atleta             | País               | Corrida 1 | Corrida 2 | Corrida 3 | Total  |
| ----------------- | --- | ----- | ------------------ | ------------------ | --------- | --------- | --------- | ------ |
| Medalha de ouro   | 5   | 12    | Birk Ruud          | NOR Noruega        | 95.75     | 92.00     | 69.00     | 187.75 |
| Medalha de prata  | 4   | 8     | Colby Stevenson    | USA Estados Unidos | 34.75     | 91.75     | 91.25     | 183.00 |
| Medalha de bronze | 19  | 9     | Henrik Harlaut     | SWE Suécia         | 86.00     | 90.00     | 91.00     | 181.00 |
| 4                 | 8   | 10    | Oliwer Magnusson   | SWE Suécia         | 87.50     | 79.00     | 90.75     | 178.25 |
| 5                 | 30  | 3     | Leonardo Donaggio  | ITA Itália         | 91.00     | 81.00     | 17.25     | 172.00 |
| 6                 | 25  | 4     | Javier Lliso       | ESP Espanha        | 51.25     | 89.00     | 82.50     | 171.50 |
| 7                 | 13  | 1     | Jesper Tjäder      | SWE Suécia         | 77.25     | 78.25     | 92.00     | 170.25 |
| 8                 | 3   | 11    | Alex Hall          | USA Estados Unidos | 68.25     | 92.50     | 27.00     | 160.75 |
| 9                 | 20  | 2     | Evan McEachran     | CAN Canadá         | 93.00     | 22.50     | 11.50     | 115.50 |
| 10                | 17  | 7     | Christian Nummedal | NOR Noruega        | 26.00     | 93.00     | 17.50     | 110.50 |
| 11                | 6   | 5     | Mac Forehand       | USA Estados Unidos | 60.75     | 19.50     | 42.00     | 80.25  |
| 12                | 24  | 6     | Tormod Frostad     | NOR Noruega        | 25.50     | 14.00     | 33.00     | 58.50  |

Legenda
| Recorde mundial      | Recorde mundial (World record)               |                       | Recorde africano                      | Recorde africano (African) |                                           | Q | Classificado por posição (Qualified) |
| Recorde olímpico     | Recorde olímpico (Olympic record)            | Recorde da América    | Recorde da América (Americas)         | q                          | Classificado por melhor tempo (Qualified) |   |                                      |
| Melhor marca do ano  | Melhor marca do ano (World leading)          | Recorde asiático      | Recorde asiático (Asian)              | DNS                        | Não largou (Did not start)                |   |                                      |
| Recorde nacional     | Recorde nacional (National record)           | Recorde europeu       | Recorde europeu (European)            | DNF                        | Não terminou (Did not finish)             |   |                                      |
| Recorde pessoal      | Recorde pessoal do atleta (Personal best)    | Recorde da Oceania    | Recorde da Oceania (Oceania)          | DSQ / DQ                   | Desclassificado (Disqualified)            |   |                                      |
| Recorde da temporada | Recorde da temporada do atleta (Season best) | Recorde sul-americano | Recorde sul-americano (South America) | NM                         | Sem marca (No mark)                       |   |                                      |